# Typ 3 15,5-cm-Schiffsgeschütz
Das Typ 3 15,5-cm-Schiffsgeschütz (japanisch 60口径三年式15.5cm3連装砲) war eine Kanone der Kaiserlich Japanischen Marine. Es wurde auf den Kreuzern der Mogami-Klasse, dem Kreuzer Ōyodo und den Schlachtschiffen der Yamato-Klasse verwendet. Die Bezeichnung Jahr 3 deutet dabei auf das Jahr der Erstentwicklung des Verschlusssystems, das Jahr Taishō 3, beziehungsweise 1914 nach gregorianischem Kalender hin.

## Entwicklung und Konstruktion
Die Waffe wurde als direkte Folge des Abkommens aus der Flottenkonferenz in London von 1930 entwickelt, um die dort geforderte Höchstgrenze von 15,5 cm beim Kaliber der Bewaffnung Leichter Kreuzer bestmöglich auszunutzen. Die Waffe sollte in Drillingstürmen verbaut werden, die auf den Kreuzern der Mogami-Klasse aufgestellt werden sollten, um hier sowohl gegen Schiffsziele als auch gegen Luftziele eingesetzt zu werden. Bei der Planung der Kreuzer wurde bereits ein späterer Austausch der Geschütztürme gegen solche mit 20 cm/60 Jahr 3-Geschützen eingeplant, so dass die Türme mit den 15,5 cm/60 Jahr 3-Geschützen so ausgelegt wurden, dass beispielsweise Motoren zur Bewegung der Waffe komplett innerhalb der Türme untergebracht werden konnten. Das erlaubte später das problemlose Versetzen dieser Türme auf andere Schiffe.
Das Verschlusssystem war bereits 1914 entwickelt worden und wurde in den Jahren 1933 und 1934 um die Entwürfe für ein 15,5-cm-Geschütz mit passender Lafette ergänzt. Die Platzverhältnisse innerhalb der geplanten Drillingstürme mit ihren rund 180 Tonnen Gesamtgewicht ließen es nicht zu, die Verschlüsse aller Geschütze zur Seite zu öffnen, so drehte man das mittlere Geschütze um 45°, um so ein Zusammenstoßen des Verschlusses der mittleren Waffe mit dem des benachbarten Geschützes zu verhindern. Granaten und Treibladung mussten bei dieser Waffe aufgrund des Gewichts getrennt geladen werden.
Die Türme konnten mit bis zu 6° pro Sekunde zur Seite geschwenkt werden. Die Geschwindigkeit, mit welcher der Höhenrichtwinkel der Rohre verändert werden konnte, lag bei bis zu 15° pro Sekunde.
Um die Mannschaften innerhalb der Türme vor den tropischen Temperaturen zu schützen, wurde ein Stahlblech über die Oberseite und die Front der Türme gezogen, das mit Abstandshaltern etwa 10 cm über der eigentlichen Panzerung befestigt war, um so direkte Sonneneinstrahlung auf die Turmpanzerung und damit das Aufheizen des Turminneren zu verhindern.
Die Panzerung selbst bestand aus 2,5 Zentimetern NVNC Panzerstahl an allen Turmseiten. Ein stereoskopischer Entfernungsmesser mit einer Basislänge von 8 Metern war auf der Oberseite einiger Drillingstürme zum selbstständigen Bekämpfen von Zielen installiert. Die Entfernungsmesser befanden sich auf den Schweren Kreuzern auf je einem Turm am Bug und am Heck und auf allen vier Türmen der Schlachtschiffe der Yamato-Klasse.
Die Waffe selbst war in der Lage, verschiedene Typen von Munition zu verschießen. Mit der maximal möglichen Geschwindigkeit der Munitionszuführung von fünf Schuss pro Minute und Rohr konnte die Kadenz der Waffe diesen Wert nicht überschreiten und war damit als Flugabwehrwaffe letztlich unbrauchbar.
Die verwendeten Munitionstypen bestanden aus:
- Panzerbrechende Granaten „Typ 91“ mit einem Gewicht von 55,87 kg und einer Reichweite von maximal 27.400 Metern. Die Granate hatte keine panzerbrechende Kappe und konnte bis zu 100 mm NVNC-Panzerung bei einem Auftreffwinkel von 30° und einer Entfernung von 20 km durchschlagen.[6]
- Sprenggranaten „Typ 4“ mit einem Gewicht von 45,02 kg[7][A 3]
- Leuchtgranaten mit einer Reichweite von bis zu 21.600 Metern und einem Leuchtsatz, der bis zu 950.000 cn erzeugte

Die Lebensdauer der Rohre war konstruktionsbedingt mit 250 Schuss, abhängig vom verwendeten Munitionstyp, recht gering.

## Einsatz
Die Geschütze wurden zuerst auf den vier Kreuzern der Mogami-Klasse in je fünf Drillingstürmen verbaut, die aber 1939 entfernt und durch 20,3-cm-Zwillingstürme ersetzt wurden. Acht dieser Türme wurden auf die beiden Schlachtschiffe Yamato und Musashi gesetzt, von denen vier 1944 wieder entfernt wurden. Der Leichte Kreuzer Ōyodo erhielt schließlich 1944 zwei dieser Drillingstürme, die auf seinem Vorschiff aufgestellt waren. Die Tone-Klasse, deren erstes Schiff 1938 in Dienst gestellt wurde, sollte ursprünglich ebenfalls 15,5-cm-Drillingstürme tragen, erhielt aber noch in der Ausrüstungsphase 20-cm-Waffen.
Die übrigen Geschütze wurden zum Teil zur Küstenverteidigung und Luftabwehr in Japan verbaut. So beispielsweise nahe Sasebo in extra angefertigten Einzellafetten.

## Belege und Verweise